# Партия на прогреса (Норвегия)
Партията на прогреса (на норвежки: Fremskrittspartiet; на нюношк: Framstegspartiet) е дясна консервативнолиберална политическа партия в Норвегия.
Основана през 1973 г., партията, застъпваща се за икономическа либерализация и ограничения в имиграцията, е смятана за твърде радикална и е държана в относителна изолация от останалите партии от десницата. Въпреки това от края на 1990-те години тя на няколко пъти заема второ място на националните избори и подкрепя десноцентристките кабинети на Хел Магне Буневик без да участва в тях.
През 2011 г. партията е засегната от поредица скандали, както и от терористичните актове през юли, и на местните избори през септември отстъпва позицията си на водеща опозиционна партия на Десницата.